# Liste der Kulturdenkmale in Plossen
In der Liste der Kulturdenkmale in Plossen sind die Kulturdenkmale des südlich der Altstadt am linken Ufer der Elbe gelegenen Stadtteils Plossen der Stadt Meißen verzeichnet, die bis März 2021 vom Landesamt für Denkmalpflege Sachsen erfasst wurden (ohne archäologische Kulturdenkmale). Die Anmerkungen sind zu beachten.
Diese Aufzählung ist eine Teilmenge der Liste der Kulturdenkmale in Meißen.

## Liste der Kulturdenkmale in Plossen
| Bild           | Bezeichnung | Lage                                           | Datierung                                                                                      | Beschreibung | ID       |
| -------------- | --- | ---------------------------------------------- | ---------------------------------------------------------------------------------------------- | --- | -------- |
| Weitere Bilder | Wohnhaus in offener Bebauung, mit Garage und Einfriedung | Am Breitenberg 3 (Karte)                       | 1930er Jahre                                                                                   | Künstlerisch und baugeschichtlich von Bedeutung, ein markanter Bau im Heimatstil | 09266101 |
|                | Villa mit Einfriedung | Dr.-Donner-Straße 2 (Karte)                    | 1910er Jahre                                                                                   | Baugeschichtlich von Bedeutung, ein Bau im Reformstil nach 1900 | 09266098 |
|                | Mietvilla mit Einfriedung | Dr.-Donner-Straße 3 (Karte)                    | Um 1900                                                                                        | Baugeschichtlich von Bedeutung, ein Haus im Stil des Späthistorismus (mit Fachwerkgiebel) | 09266096 |
|                | Villa mit Einfriedung und Toranlage sowie Garten | Dr.-Donner-Straße 4 (Karte)                    | 1896                                                                                           | Ein Gebäude im Stil des Späthistorismus (mit Gesprengegiebel), Anlage bauhistorisch, stadtentwicklungsgeschichtlich und städtebaulich von Bedeutung | 09266097 |
| Weitere Bilder | Wohnhaus in offener Bebauung mit Einfriedung | Goldgrund 6 (Karte)                            | Um 1910                                                                                        | Baugeschichtlich von Bedeutung, im Reformstil der Zeit um 1910 | 09266213 |
| Weitere Bilder | Wohnhaus mit Seitengebäude eines ehemaligen Weingutes | Goldgrund 7 (Karte)                            | Bezeichnet mit 1731 und 1840                                                                   | Ortsgeschichtlich, künstlerisch und baugeschichtlich von Bedeutung, im Innern zwei hervorragende barocke Steintreppen erhalten | 09265588 |
| Weitere Bilder | Villa mit Nebengebäude und Einfriedung | Kapellenweg 1 (Karte)                          | 1893                                                                                           | Ortshistorisch, künstlerisch, städtebaulich und baugeschichtlich von Bedeutung, repräsentative Gründerzeitvilla mit Ziegelsteinfassaden und Sandsteingliederung | 09266087 |
| Weitere Bilder | Martinskapelle und Friedhof St. Martini (Sachgesamtheit) | Kapellenweg 5 (neben) (Karte)                  | Mitte 12. Jahrhundert, später überformt                                                        | Sachgesamtheit Martinskapelle und Friedhof St. Martini (auch Martinsfriedhof), mit den Einzeldenkmalen: Martinskapelle auf dem Plossenberg (heute Begräbniskirche) und einigen Grabmalen bzw. Grabanlagen, Friedhofsportal und Einfriedungsmauer (siehe 09301241) sowie der Friedhofsanlage als Sachgesamtheitsteil; städtebaulich, landschaftsgestaltend, baugeschichtlich und künstlerisch von Bedeutung, die Kirche romanischen Ursprungs | 09266090 |
| Weitere Bilder | Martinskapelle auf dem Plossenberg (heute Begräbniskirche) und einige Grabmale bzw. Grabanlagen, Friedhofsportal und Einfriedungsmauer (Einzeldenkmale der Sachgesamtheit 09266090) | Kapellenweg 5 (neben) (Karte)                  | Mitte 12. Jahrhundert, später überformt (Kapelle); 1874/1914 (Grabanlage); 1912/1950 (Grabmal) | Einzeldenkmale der Sachgesamtheit Martinskapelle und Friedhof St. Martini; städtebaulich, landschaftsgestaltend, baugeschichtlich und künstlerisch von Bedeutung, die Kirche romanischen Ursprungs | 09301241 |
| Weitere Bilder | Villa mit Garten, Einfriedung und Toranlage | Kapellenweg 8 (Karte)                          | Nach 1900                                                                                      | Repräsentativer historisierender Bau mit aufwendigen Ziegel- und Sandsteinfassaden, Belebung durch Stufengiebel und Eckturm, reiche Ornamentik mit Jugendstilanklängen, Interieur beachtenswert, ortshistorisch, künstlerisch, städtebaulich und baugeschichtlich von Bedeutung | 09266089 |
|                | Mietvilla | Kapellenweg 9 (Karte)                          | Um 1890                                                                                        | Städtebaulich und baugeschichtlich von Bedeutung, Gründerzeitvilla (Putzfassade mit Klinkergliederung) | 09266088 |
| Weitere Bilder | Mietvilla | Kapellenweg 11 (Karte)                         | Nach 1905                                                                                      | Städtebaulich und baugeschichtlich von Bedeutung, repräsentative Gründerzeitvilla im Stil des Späthistorismus (Holzveranda und Zierfachwerkgiebel, teilweise verschiefert) | 09266086 |
|                | Villa mit Toreinfahrt | Marienhofstraße 2 (Karte)                      | Um 1900                                                                                        | Ortshistorisch, künstlerisch, städtebaulich und baugeschichtlich von Bedeutung, eine Villa im Stil der deutschen Neurenaissance | 09266091 |
|                | Villa mit Gartenterrasse einschließlich Treppe, Pflasterung der Zufahrt, Pavillon und Brunnen im Garten sowie Einfriedung                                                           | Marienhofstraße 3 (Karte)                      | Bezeichnet mit 1899 (Fabrikantenvilla); 1905 (Gartenpavillon); um 1910 (Brunnen)               | Späthistoristische Villa mit Klinkerfassade, Anklänge an Neogotik und Neorenaissance, ortshistorisch, künstlerisch, städtebaulich und baugeschichtlich von Bedeutung | 09266093 |
|                | Wohnhaus (vermutlich eines ehemaligen Weingutes) in offener Bebauung, bestehend aus zwei Gebäudeflügeln, sowie Toreinfahrt zum Grundstück                                           | Marienhofstraße 5, 6 (Karte)                   | Ende 18. Jahrhundert, später überformt                                                         | Ortshistorisch, städtebaulich und baugeschichtlich von Bedeutung, herrenhausartiges Wohnhaus, straßenbildprägender Turmanbau | 09266299 |
|                | Mietvilla mit Einfriedung | Marienhofstraße 7 (Karte)                      | Um 1915                                                                                        | Städtebaulich und baugeschichtlich von Bedeutung, landhausartiges Wohnhaus, ein Bau im Reformstil nach 1910 | 09300986 |
|                | Villa mit Einfriedung, Stützmauer zum Poetenweg und Villengarten | Marienhofstraße 8 (Karte)                      | 1895–1896, bezeichnet mit 1896 (in Wetterfahne)                                                | Repräsentatives spätgründerzeitliches Anwesen, Villa mit historisierender Fassade (zum Teil in Fachwerk) und großen Teilen des ursprünglichen Interieurs (zum Beispiel bleiverglaste Fenster im Treppenhaus), ortshistorisch, künstlerisch sowie bau- und stadtentwicklungsgeschichtlich bedeutend | 09266095 |
|                | Villa mit Einfriedung | Marienhofstraße 12 (Karte)                     | Um 1900                                                                                        | Ortshistorisch, künstlerisch, städtebaulich und baugeschichtlich von Bedeutung, eine Villa im späthistoristischen Stil (Dachgeschoss Fachwerk, fassadenbildprägende massive Veranda) | 09266094 |
|                | Gartenhaus mit Remise (ursprünglich zugehörig zur Villa Kapellenweg 8) | Marienhofstraße 15 (Karte)                     | Um 1900                                                                                        | Städtebaulich und baugeschichtlich von Bedeutung, ein Gründerzeitbau (Klinkerfassade mit Fachwerk) | 09266092 |
|                | Villa mit Treppe, Weinberg, Park, Gartenhaus/Atelierhaus und Einfriedung sowie historischen Gittern im Park                                                                         | Plossenweg 4 (Karte)                           | Um 1850 (Villa); Ende 19. Jahrhundert (Atelier)                                                | Städtebaulich, ortsgeschichtlich und baugeschichtlich von Bedeutung, ein noch klassizistisch anmutender Bau des frühen Historismus, das Gartenhaus/Atelierhaus des Meißner Malers Rudolf Kanka in Fachwerkbauweise | 09265532 |
|                | Wohnhaus in halboffener Bebauung | Plossenweg 5 (Karte)                           | 1. Hälfte 19. Jahrhundert                                                                      | Städtebaulich und baugeschichtlich von Bedeutung | 09265534 |
|                | Wohnhaus in halboffener Bebauung | Plossenweg 6 (Karte)                           | 1. Hälfte 19. Jahrhundert                                                                      | Städtebaulich und baugeschichtlich von Bedeutung | 09265533 |
|                | Ausflugsgaststätte „Waldschlösschen“ mit parkähnlichem Garten (ehemals Stadtpark genannt), im Park eine weibliche Statue                                                            | Wilsdruffer Straße 1 (Karte)                   | 1894                                                                                           | Ortshistorisch und baugeschichtlich von Bedeutung, ein Gründerzeitbau mit markantem Turm und Fachwerkobergeschoss | 09266220 |
| Weitere Bilder | Villa mit Einfriedung (Zugang zur Villa über die Lämmerstufen) | Wilsdruffer Straße 4 (Karte)                   | Ende 19. Jahrhundert                                                                           | Städtebaulich und baugeschichtlich von Bedeutung, ein Gründerzeitbau | 09266219 |
|                | Villa mit Einfriedung (Mauer, Torbogen, Tor) und Gartenhaus (mit Remise) | Wilsdruffer Straße 12 (Karte)                  | Am Torbogen der Einfriedung bezeichnet mit 1902                                                | Städtebaulich und baugeschichtlich von Bedeutung, ein später Gründerzeitbau | 09266100 |
|                | Land- und Atelierhaus sowie umgebender Garten | Wilsdruffer Straße 24 (Karte)                  | 1900                                                                                           | Orts- und baugeschichtlich von Bedeutung, spätgründerzeitliche Villa, Wohnhaus des akademischen Malers Richard Blum | 09265886 |
| Weitere Bilder | Landhaus/Genesungsheim (heute Jugendherberge) mit Hofpflaster und Einfriedung (ehemals Dr.-Donner-Stift)                                                                            | Wilsdruffer Straße 28 (Karte)                  | Um 1870                                                                                        | Künstlerisch, baugeschichtlich, ortsgeschichtlich und personengeschichtlich von Bedeutung, markante Gebäude im Stil der frühen Neugotik | 09266099 |
| Weitere Bilder | Katharinenhof: Wohnhaus (ehemaliger Landsitz eines Begüterten, später Altenpflegeheim) mit Seitengebäude, Toranlage, Einfriedungsmauer und Gutspark                                 | Wilsdruffer Straße 31 (Plossenhöhe 2b) (Karte) | Ehemals bezeichnet mit 1808                                                                    | Ortsgeschichtlich, baugeschichtlich und gartenkünstlerisch von Bedeutung, ein Gründerzeitbau mit älterem Kern | 09266212 |
| Weitere Bilder | Gasthof Plossenschänke | Wilsdruffer Straße 35 (Karte)                  | Bezeichnet mit 1801                                                                            | Ortsgeschichtlich von Bedeutung | 09266215 |

## Ehemalige Kulturdenkmäler
| Bild                                    | Bezeichnung | Lage                    | Datierung                                                                     | Beschreibung | ID       |
| --------------------------------------- | --- | ----------------------- | ----------------------------------------------------------------------------- | --- | -------- |
| Direkt Bild zu diesem Denkmal hochladen | Wohnhaus in offener Bebauung, mit Anbau sowie Mauerumfriedung und Nebengebäude                                                          | Plossenweg 8 (Karte)    | Um 1800                                                                       | Schlichter Putzbau mit Segmentbogenportal, städtebaulich und baugeschichtlich von Bedeutung, ortsbildprägende Lage an der Bahnstrecke Meißen–Nossen. Zwischen 2011 und 2014 abgerissen. | 09265531 |
|                                         | Gebhardts Weinschank: Ehemaliges Weingut, spätere Ausflugsgaststätte (Stadtparkhöhe), mit allen Gebäudeteilen einschließlich der Remise | Stadtparkhöhe 2 (Karte) | Um 1770 (Weinberghaus und Kelleranlage); um 1870 (Winzerhaus); 1889 (Scheune) | 2018 abgerissen |          |

## Tabellenlegende
- Bild: Bild des Kulturdenkmals, ggf. zusätzlich mit einem Link zu weiteren Fotos des Kulturdenkmals im Medienarchiv Wikimedia Commons. Wenn man auf das Kamerasymbol klickt, können Fotos zu Kulturdenkmalen aus dieser Liste hochgeladen werden:
- Bezeichnung: Denkmalgeschützte Objekte und ggf. Bauwerksname des Kulturdenkmals
- Lage: Straßenname und Hausnummer oder Flurstücknummer des Kulturdenkmals. Die Grundsortierung der Liste erfolgt nach dieser Adresse. Der Link (Karte) führt zu verschiedenen Kartendiensten mit der Position des Kulturdenkmals. Fehlt dieser Link, wurden die Koordinaten noch nicht eingetragen. Sind diese bekannt, können sie über ein Tool mit einer Kartenansicht einfach nachgetragen werden. In dieser Kartenansicht sind Kulturdenkmale ohne Koordinaten mit einem roten bzw. orangen Marker dargestellt und können durch Verschieben auf die richtige Position in der Karte mit Koordinaten versehen werden. Kulturdenkmale ohne Bild sind an einem blauen bzw. roten Marker erkennbar.
- Datierung: Baubeginn, Fertigstellung, Datum der Erstnennung oder grobe zeitliche Einordnung entsprechend des Eintrags in der sächsischen Denkmaldatenbank
- Beschreibung: Kurzcharakteristik des Kulturdenkmals entsprechend des Eintrags in der sächsischen Denkmaldatenbank, ggf. ergänzt durch die dort nur selten veröffentlichten Erfassungstexte oder zusätzliche Informationen
- ID: Vom Landesamt für Denkmalpflege Sachsen vergebene, das Kulturdenkmal eindeutig identifizierende Objekt-Nummer. Der Link führt zum PDF-Denkmaldokument des Landesamtes für Denkmalpflege Sachsen. Bei ehemaligen Kulturdenkmalen können die Objektnummern unbekannt sein und deshalb fehlen bzw. die Links von aus der Datenbank entfernten Objektnummern ins Leere führen. Ein ggf. vorhandenes Icon  führt zu den Angaben des Kulturdenkmals bei Wikidata.